# Henri Aldebert
Pour les articles homonymes, voir Aldebert.
Henri Eugène Aldebert, né le 8 août 1880 à Paris et mort le 24 avril 1961 à Paris, est un pilote de bobsleigh et un joueur de curling français.

## Carrière
Henri Aldebert est un des membres fondateurs de la Fédération internationale de bobsleigh et de tobogganing en 1923. Il fait partie de l'équipe de France de curling médaillée de bronze aux Jeux olympiques d'hiver de 1924 se tenant à Chamonix, avec Georges André, Henri Cournollet, Armand Isaac-Bénédic, Robert Planque et Pierre Canivet. Il est remplaçant et ne joue aucun match. Lors de ces mêmes Jeux, il est quatrième de bob à quatre.